# Union des Clubs Annéciens de Basket
El Union des Clubs Annéciens Basket es un equipo de baloncesto francés con sede en la ciudad de Annecy, que compite en la NM2, la cuarta competición de su país. Disputa sus partidos en el Gymn Sous-Alery, en Cran-Gevrier.

## Posiciones en liga
- 2014 - (1-NM3)
- 2015 - (14-NM2)

## Palmarés
- Primero Grupo L NM3 - 2014